# Спахій
Спахій (рум. Spahii) — село у повіті Горж в Румунії. Входить до складу комуни Турбуря.
Село розташоване на відстані 205 км на захід від Бухареста, 43 км на південний схід від Тиргу-Жіу, 45 км на північний захід від Крайови.

## Населення
За даними перепису населення 2002 року у селі проживали 400 осіб, з них 398 осіб (99,5%) румунів. Усі жителі села рідною мовою назвали румунську.